# Tanc tip 97 Chi-Ha
Tip 97 Chi-Ha (九七式中戦車 チハ Kyūnana-shiki Chū-sensha Chi-Ha?, Tancul mediu tip 97 model 3) a fost un tanc mediu folosit de armata imperială japoneză de-a lungul celui de-al doilea război chino-japonez și în timpul bătăliei de la Halhin Gol împotriva Uniunii Sovietice din timpul celui de-al doilea război mondial. Acesta a fost cel mai produs tanc mediu japonez din a doua conflagrație mondială. Arma sa principală, un tun de 57 mm, concepută pentru sprijinirea infanteriei, a fost preluată de la tipul 89, tanc mediu din 1933. Mai târziu această armă a fost înlocuită cu un tun cu calibrul 47 mm, care era mai eficace împotriva blindajului tancurilor inamice. Motorul Mitsubishi de 170 CP a fost un motor de tanc capabil în 1938 - notabil pentru acele timpuri - fiind un motor diesel răcit cu aer. După 1941, acest tanc a fost mai puțin eficace decât majoritatea modelelor de tancuri aliate.
Silueta scăzută și antena radio semicirculară a Tipului 97 de pe turelă îl distingeau de contemporanele sale. Suspensia dură provenea de la tancul ușor tipul 95 Ha-Go, dar folosea șase roți în loc de patru.

## Galerie foto

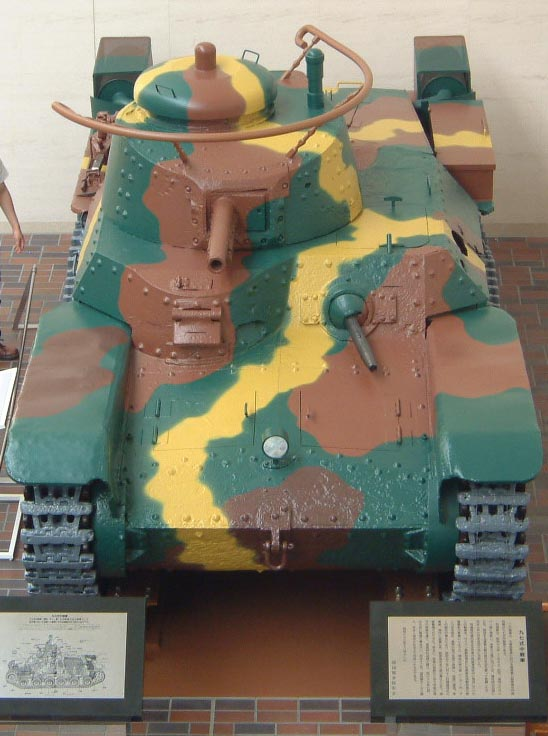
Tanc Chi-Ha în muzeul templului Yasukuni.
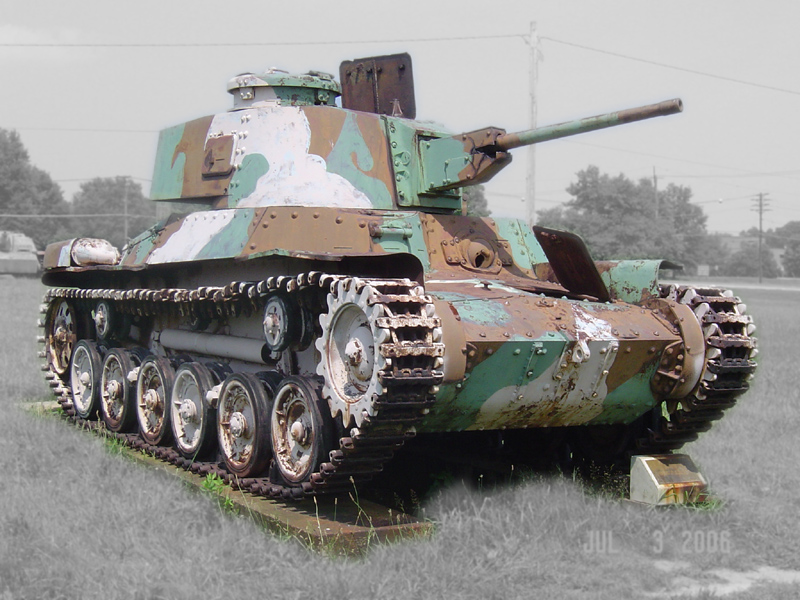
Tanc dintr-un muzeu american.
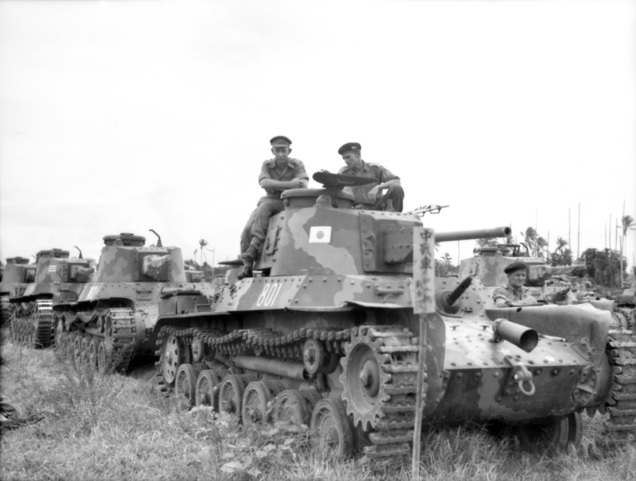
Tanc capturat de ofițeri australieni.
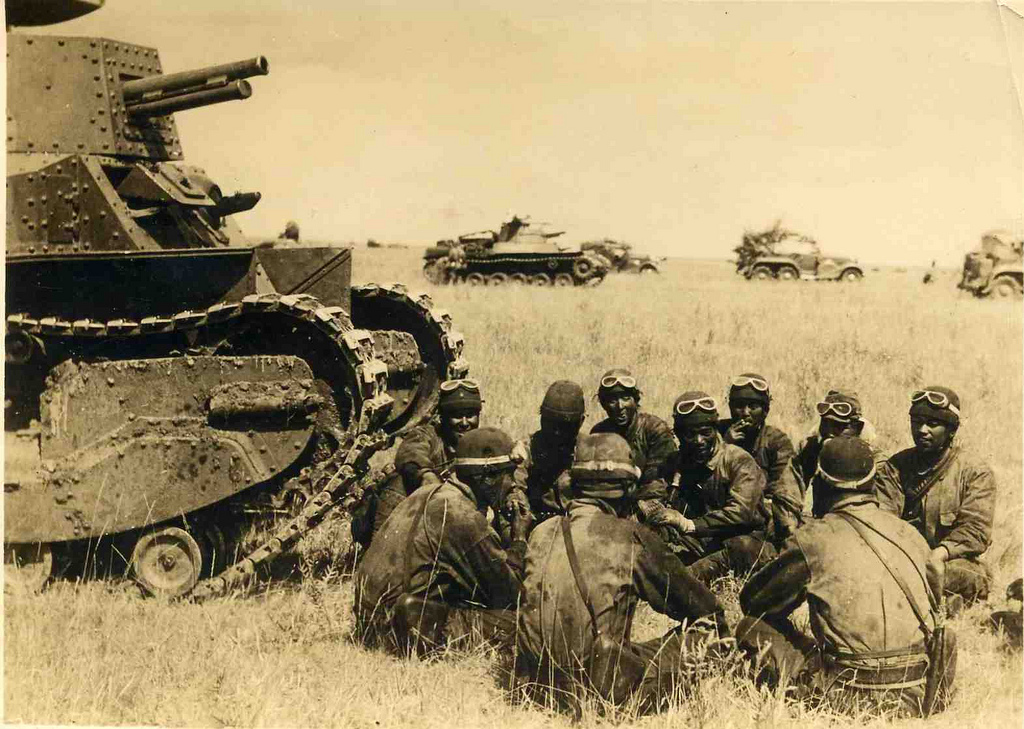
Tanc japonez în Bătălia de la Halhin Gol.

## Vezi
- Listă de tancuri japoneze din Al Doilea Război Mondial

## Legături externe
- Type 97 Chi-Ha specifications at OnWar.com
- Type 97 Chi-Ha photo gallery at military.cz
- "The Most Effective Jap Tank" -  Intelligence Bulletin, July 1945
- History of War